# Wakaleo oldfieldi
Wakaleo oldfieldi és una espècie extinta de tilacoleònid trobat en depòsits terciaris d'Austràlia Meridional. Té tres dents molars no fusionades, en lloc de dues molars fusionades com és el cas en el metateri del Plistocè Thylacoleo carnifex.
Com T. carnifex, es creu que aquesta espècie utilitzava les dents del seu maxil·lar superior per sostenir l'aliment i afilar les dents mandibular, que també eren utilitzades per tallar i clavar quan l'animal menjava. Les premolars també tenien una circumferència en forma de lluna creixent per tallar.